# Unterwasser-Pipeline

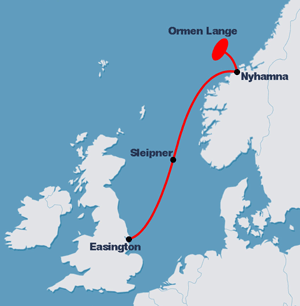
Verlauf der Langeled Pipeline

Eine Unterwasser-Pipeline oder Offshore-Pipeline ist eine Pipeline (Rohrleitung), die auf dem Gewässergrund oder darunter in einem Graben verlegt ist. Offshore-Pipelines werden meist genutzt, um Erdöl, Erdgas oder Wasser zu transportieren.

## Technik
Unterwasser-Pipelines weisen einen Durchmesser von bis zu 1,83 Meter für große Ölpipelines auf. Die Wandstärken bewegen sich zwischen 10 und 75 mm. Das Rohr kann für hohe Drücke und Temperaturen ausgelegt werden. Die Pipelines werden normalerweise aus einem Material mit hoher Zugfestigkeit und guter Schweißbarkeit hergestellt. Das Rohr wird in der Regel mit einer Beschichtung oder Ummantelung als Korrosionsschutz versehen, die aus Bitumen oder Epoxidharz besteht. Der Korrosionsschutz wird meist durch eine Opferanode ergänzt. Als mechanischer Schutz kommt darüber hinaus Beton oder glasfaserverstärkter Kunststoff zum Einsatz. Gerade der Einsatz von Beton ist sinnvoll, wenn die Pipeline Auftrieb durch ein gefördertes Medium mit geringer Dichte erfahren würde. Beim Transport von Öl ist eine Innenbeschichtung der Pipeline nicht notwendig; werden allerdings korrosive Substanzen oder Salzwasser gefördert, wird die Pipeline innen mit Epoxid, Polyurethane oder Polyethylen beschichtet.
Da in der Ölindustrie Leckagen nicht vorkommen dürfen und die Innendrücke bei bis zu 10 MPa liegen, werden die Pipelinesegmente durchgeschweißt; auch mechanische Verbindungen wie beispielsweise Flanschverbindungen kommen vor. Zur Überprüfung der Pipeline, zum Drucktest und zur Reinigung werden normalerweise Molche eingesetzt.

## Pipelinebau

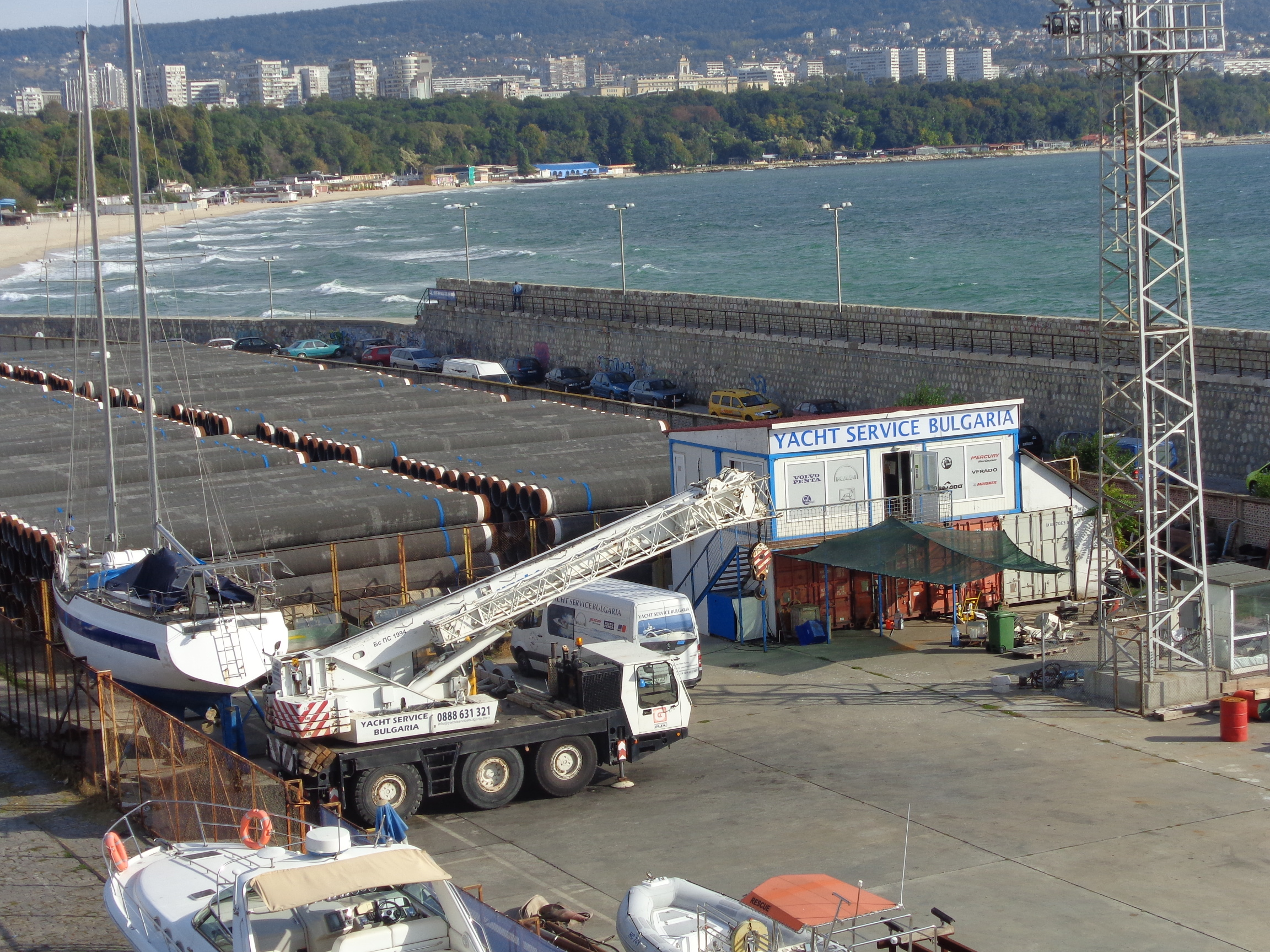
Gasröhren für South Stream in Warna (2014)

Der Bau der Pipeline erfolgt in zwei Schritten: Dem Zusammenfügen einer großen Anzahl von Rohrsegmenten zur Pipeline und dem Verlegen entlang der geplanten Route. Für den Pipelinebau gibt es verschiedene Verfahren, die sich teilweise stark voneinander unterscheiden und in Abhängigkeit von Faktoren wie Umweltbedingungen, Wassertiefe, Pipelinelänge und -durchmesser sowie Kosten gewählt werden.
Die Verlegeverfahren können grob in vier unterschiedliche Typen gegliedert werden: Dem Zug-/Schleppsystem, dem S-Verfahren, J-Verfahren und R-Verfahren. Sie können allein, bei größeren Pipelineprojekten aber auch kombiniert eingesetzt werden.

### Zug-/Schleppsystem
Beim Zug-/Schleppsystem wird die Unterwasser-Pipeline an Land gefertigt, dann zum Verlegeort geschleppt oder gezogen und dort installiert.
Dabei wird sie parallel oder im Winkel zur Uferlinie gefertigt. Beim Bau parallel zur Uferlinie ist ein Teil des Testens der Pipeline bereits an Land möglich. Die Pipelinelänge ist allerdings durch die örtlichen Gegebenheiten beschränkt. Beim Bau im Winkel zum Ufer werden die Pipelinesegmente an Land verschweißt, die eigentliche Pipeline aber auf das Gewässer durch ein Schleppschiff gezogen. Dies ermöglicht normalerweise größere Längen.
Das Schleppen oder Ziehen der Pipeline kann in unterschiedlichen Tiefen erfolgen:
- Schleppen an der Oberfläche: Beim Schleppen an der Oberfläche schwimmt die Pipeline auf dem Gewässer. Dazu werden Schwimmkörper an der Pipeline befestigt. Diese Verlegeart eignet sich nur für ruhige Gewässer ohne Oberflächenströmung.
- Schleppen unter der Oberfläche: Hier befindet sich die Pipeline unter der Oberfläche des Gewässers. Es werden ebenfalls Schwimmkörper verwendet, die sich an der Wasseroberfläche befinden. Die Pipeline ist so weniger anfällig für Wellen, allerdings sind die Schwimmkörper den Wellen und der Oberflächenströmung ausgesetzt.
- Schleppen in mittlerer Tiefe: Die Rohrleitung hat hier keinen Auftrieb, da sie entweder schwer genug ist oder mit Gewichten beschwert wird. Bei diesem Schleppverfahren bildet die Leitung eine Kettenlinie zwischen den beiden Schleppschiffen. Das mögliche Durchhängen der Pipeline wird in erster Linie durch die Wassertiefe bestimmt. Darüber hinaus ist eine genaue Abstimmung der Schlepper notwendig, um die Pipeline nicht zu beschädigen.
- Schleppen oberhalb des Gewässergrundes: Das Verfahren ähnelt dem Schleppen in mittlerer Tiefe. Im Unterschied dazu wird die Leitung nur wenige Meter über dem Grund geschleppt. An der Pipeline sind Ketten befestigt, die über den Grund geschleift werden.
- Schleppen auf dem Gewässergrund: Beim Schleppen auf dem Grund wird die Leitung über den Gewässergrund gezogen. So wird der Einfluss von Strömungen und Wellen auf die Pipeline eliminiert. Ein weiterer Vorteil ist die Tatsache, dass sich das Schleppschiff von der Pipeline bei problematischem Seegang lösen und nach der Bergung weitergezogen werden kann. Problematisch ist allerdings die Beschädigung der Fauna und Flora des Gewässergrunds, das Risiko der Beschädigung von anderen Leitungen und der notwendige Schutz (zum Beispiel durch eine abriebfeste Beschichtung) der Pipeline. Daher kommt dieses Verfahren meist nur bei Flussdurchquerungen oder zwischen zwei Ufern zum Einsatz.

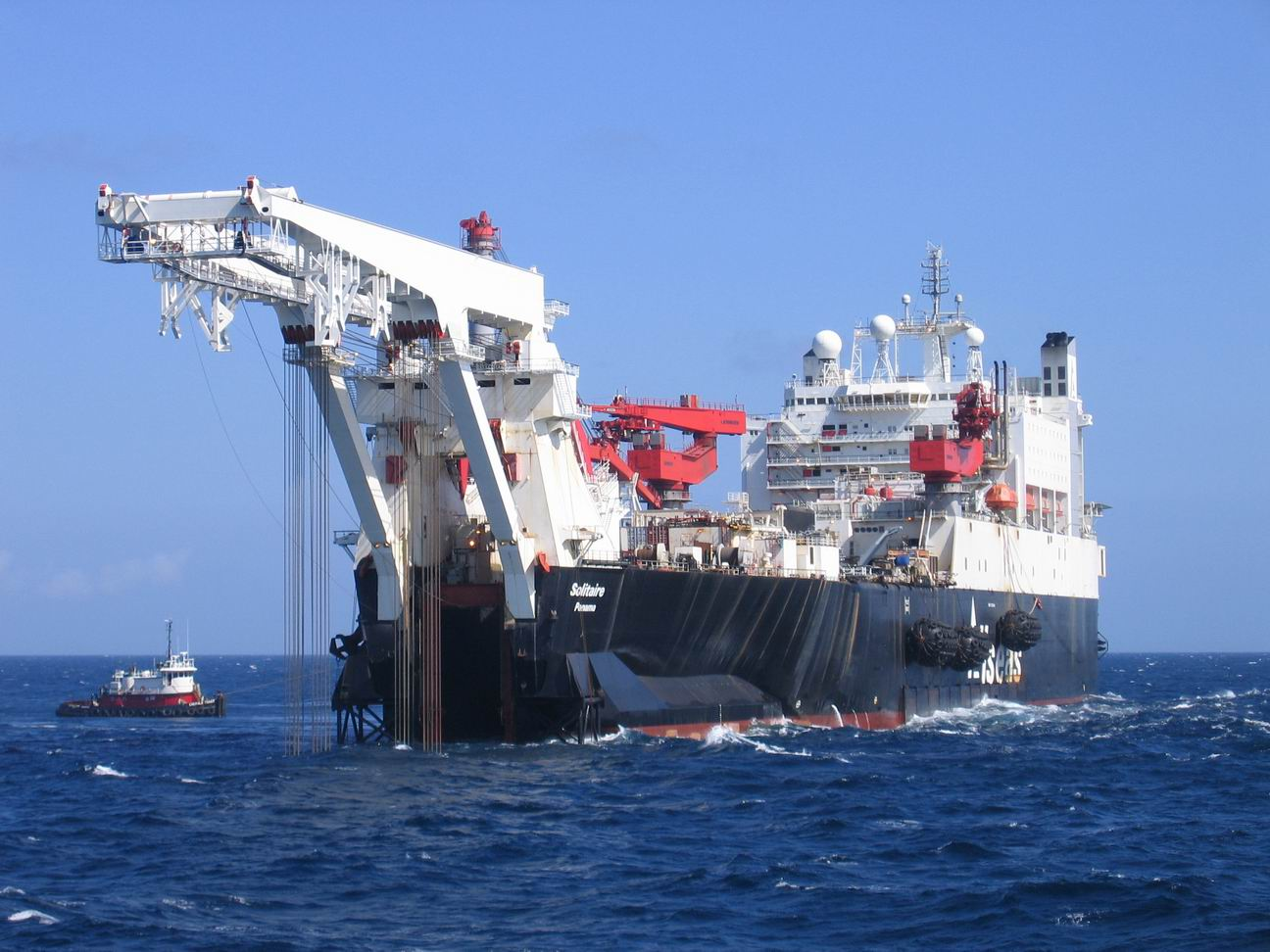
Die Solitaire, einer der größten Rohrleger der Welt (S-Lay)

### Das S-Verfahren
Beim S-Verfahren oder S-Lay wird die Pipeline vor Ort montiert. Hierfür werden spezielle Arbeitsschiffe, sogenannte Rohrleger, verwendet. Dies erfolgt durch Verschweißen der Rohrsegmente, der Prüfung der Schweißverbindungen und dem Beschichten. Die Bezeichnung S-Lay lehnt sich an den S-förmigen Verlauf der Pipeline im Verlegevorgang an, da die Pipeline auf dem Schiff horizontal geschweißt wird.

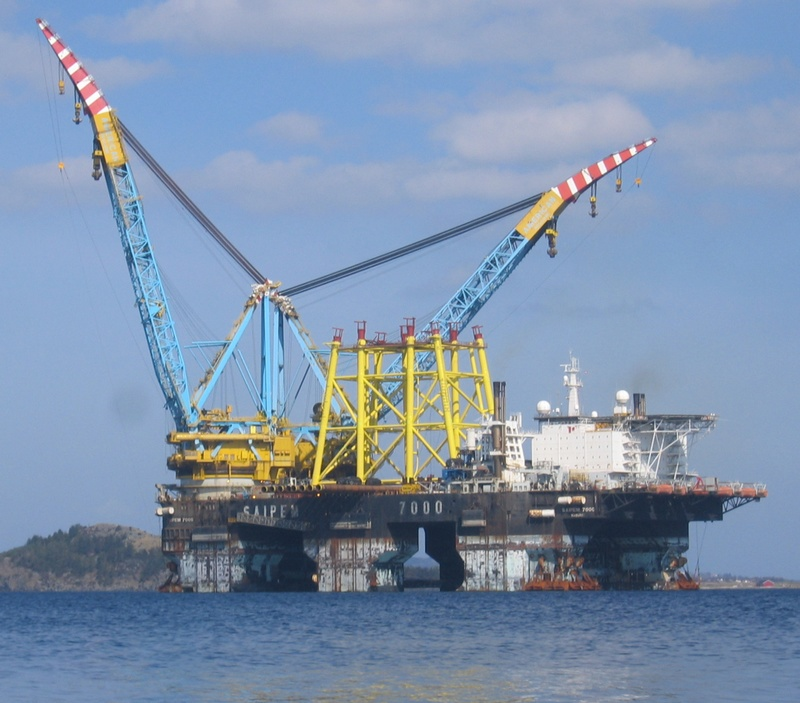
Einer der größten Rohrleger der Welt im J-Lay, die Saipem 7000

### Das J-Verfahren
Das J-Verfahren oder J-Lay entspricht in den Arbeitsschritten und der Vorgehensweise dem S-Verfahren mit dem Unterschied, dass die Pipeline mehr oder weniger vertikal verschweißt wird und so ein J-förmiger Verlauf im Verlegen auftritt. Das Verschweißen und die weiteren Arbeitsschritte erfolgen im sogenannten J-Lay-Turm.

### Das R-Verfahren

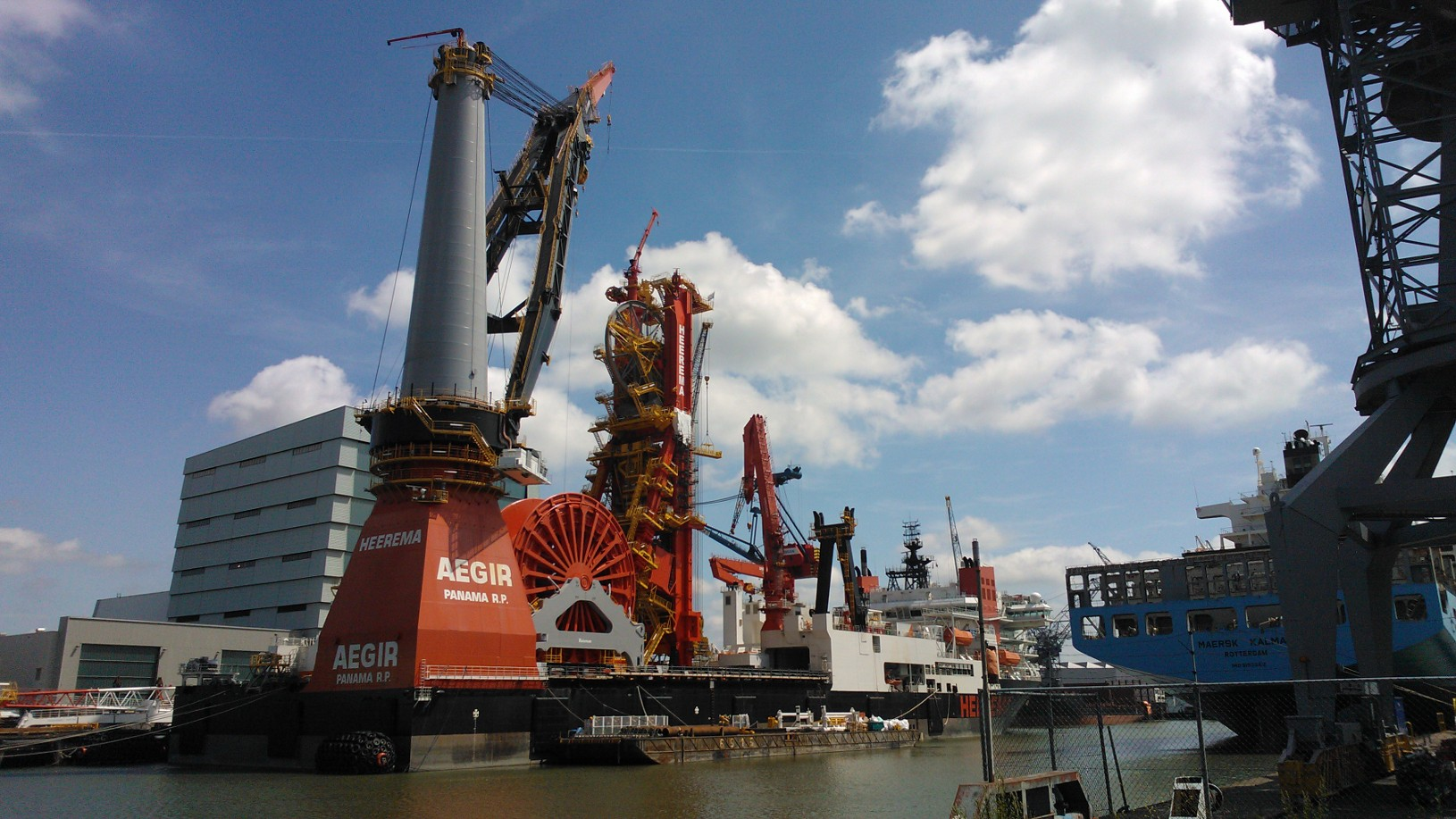
Die Aegir, ein Rohrleger für R- und J-Lay

Beim R-Verfahren, R-Lay oder auch Reel-Lay wird die Pipeline nicht auf dem Schiff, sondern an Land verschweißt und auf dem Schiff auf einer Art Trommel aufgewickelt. Vorteil des Verfahrens ist die Produktion der Pipeline an Land und damit unabhängig von den Umwelteinflüssen auf See sowie der Tatsache, dass Herstellung und Verlegen voneinander getrennt ablaufen können. Das Schiff kann so die Pipeline verlegen und wird dann mit einer neu gespulten Pipeline auf See versorgt. Auf Grund des Aufspulens der Pipeline ist das Verfahren allerdings auf kleine und mittlere Durchmesser beschränkt. Darüber hinaus stellt die plastische Verformung und das neue Ausrichten beim Verlegen eine hohe Materialbelastung dar.